# Kishau-Talsperre
Die Kishau-Talsperre am Tons, einem Nebenfluss der Yamuna, ist ein großes Talsperrenprojekt in Indien an der Grenze der Bundesstaaten Himachal Pradesh und Uttarakhand.
Die Talsperre dient hauptsächlich der Bewässerung, der Trinkwasserversorgung und der Stromerzeugung. Sie liegt bei Sambar Khera, 30 km von Dakpathar und 60 km von Dehradun entfernt an der Grenze der Distrikte Dehradun und Sirmaur.
Das Absperrbauwerk ist eine 236 m hohe Gewichtsstaumauer aus Beton. Nach anderen, unverlässlichen Angaben soll es sich um einen Erd- und Steinschüttdamm handeln. Es gibt außerdem widersprechende Angaben, nach denen die Höhe der Kishau-Talsperre über dem ehemaligen Flussbett (oder auch über der Gründungssohle) 253 m betragen soll. Auch für den Speicherinhalt gibt es sehr unterschiedliche Angaben, die von 1233 über 1324 und 1810 bis zu 2400 Millionen Kubikmeter reichen.
Das Wasserkraftwerk hat  bei einer Fallhöhe von 187,5 m vier Turbinen mit je 150 MW, die zusammen eine Leistung von 600 MW erzeugen werden.
Mit der Hälfte des Wassers werden 970,76 km² landwirtschaftliche Fläche über den Eastern Yamuna Canal bewässert und mit der anderen Hälfte wird das Unionsterritorium Delhi mit Trinkwasser versorgt. Eigentümer des Projekts ist die Regierung von Uttarakhand. Die Kosten des Gesamtprojekts wurden 1996 zu 344 Mio. und 1998 zu 356 Mio. Rupien geschätzt.

Siehe auch:
- Liste der größten Talsperren der Erde
- Liste der größten Stauseen der Erde
- Liste von Talsperren der Welt